# Pandémie de Covid-19 au Groenland
La pandémie de Covid-19 au Groenland, pays constitutif du royaume de Danemark, démarre officiellement le 16 mars 2020. À la date du 25 octobre 2022, le bilan est de 21 morts.

## Événements
Le premier cas de contamination au Groenland est détecté le 16 mars 2020. La personne infectée est mise à l'isolement à son domicile de Nuuk, la capitale du pays.
Le Premier ministre du Groenland, Kim Kielsen, annonce que tous les vols non essentiels à destination et en provenance du Groenland, ainsi que les vols intérieurs, sont fortement déconseillés. Les rassemblements publics de plus de 100 personnes sont interdits et il est recommandé aux citoyens revenant des zones à haut risque de s'isoler pendant deux semaines.
Le 28 mars, le gouvernement interdit la vente de boissons alcoolisées dans la capitale jusqu'au 15 avril.
Alors que le pays compte 11 cas confirmés de Covid-19 (tous à Nuuk), dix d'entre eux se sont rétablis au 8 avril. La dernière personne infectée est déclarée guérie le lendemain. Le Groenland devient ainsi le premier pays touché au monde à se libérer temporairement de la pandémie, sans décès et sans qu'aucun des sujets contaminés ait eu besoin d'être hospitalisé. Le gouvernement groenlandais décide néanmoins de maintenir l'isolement du territoire (transports aériens supprimés), tandis que les bateaux et motoneiges de particuliers ont interdiction de circuler, excepté entre certains petits villages,.

## Statistiques

Nombre de cas au Groenland depuis le début de l'épidémie.

Nombre de morts au Groenland depuis le début de l'épidémie.